# Kommet, ihr Hirten
Kommet, ihr Hirten ist ein Weihnachtslied, das aus Böhmen stammt und dessen Titel im Original Nesem vám noviny („Wir bringen euch eine Nachricht“) lautet. Die heute bekannte Fassung wurde erstmals 1870 veröffentlicht.

## Geschichte
Die gelegentlich in der Literatur zu findende Angabe, die Melodie sei bereits seit 1605 als böhmisches Weihnachtslied bekannt, ist nicht belegt und kann aus den Unterlagen des Deutschen Volksliedarchivs nicht bestätigt werden. 1847 wurde die Melodie im Katolicky kancionál in Olmütz erstmals gedruckt. Auch die handschriftliche Überlieferung meist ländlicher Herkunft ist, obwohl nicht genau datiert, der ersten Hälfte des 19. Jahrhunderts zuzuordnen und somit nur unwesentlich älter als der Erstdruck. Konrad Ameln datiert die Melodie aus stilistischen Gründen um das Jahr 1700.
Die Weise ist eine Bordun-Melodie, wie sie in der Volksmusik weit verbreitet ist. Sie weist etwa Ähnlichkeiten mit dem deutschen Volkslied Lieber Nachbar, ach borgt mir doch eure Latern auf, aber auch mit der Violinstimme der Weihnachtskantate des Freiberger Kantors Johann Samuel Beyer (1669–1704), ohne dass jeweils ein unmittelbarer Einfluss der böhmischen Melodie anzunehmen wäre.
Der deutsche Text wurde vor 1868 von dem Leipziger Kapellmeister Carl Riedel frei nach dem Original verfasst. Riedels Fassung wurde unter dem Titel Die Engel und die Hirten erstmals 1870 in seiner Sammlung Altböhmische Gesänge für gemischten Chor veröffentlicht.
Das Lied steht in der Tradition der Hirtenlieder, die die Verkündigung der Geburt Jesu durch die Engel an die Hirten und deren nachfolgenden Gang zum Stall von Bethlehem aus der Weihnachtsgeschichte (Lk 2,8-20 ) zum Thema hat. Gegenüber den volkstümlichen Liedern dieser Gattung erreichte Riedels Text „durch seinen gehobenen Stil ein viel breiteres Publikum“.
Das Lied ist bis heute beliebt und sowohl im Evangelischen Gesangbuch (EG 48), im Mennonitischen Gesangbuch (MG 260) als auch in einigen Diözesananhängen des alten (1975) wie auch des neuen katholischen Gesangbuchs Gotteslob (2013) zu finden.
Im englischsprachigen Raum ist das Lied mit dem Text Come, All Ye Shepherds bekannt, den Mari Ruef Hofer (1848–1929) 1912 verfasste. Die niederländische Fassung Komt nu gij herders fand 2001 Eingang in das neue Gesangbuch Liederen voor de Gemeentezang der niederländischen Baptisten (Lied Nr. 185).
Eine alternative Melodie zu Carl Riedels Text komponierte Hermann Tromsdorf 1968.

## Liedtext und Melodie
| Carl Riedel | tschechischer Originaltext | deutsche Nachdichtung |
| --- | --- | --- |
| 1. Kommet, ihr Hirten, ihr Männer und Fraun, Kommet, das liebliche Kindlein zu schaun, Christus, der Herr, ist heute geboren, Den Gott zum Heiland euch hat erkoren. Fürchtet euch nicht! 2. Lasset uns sehen in Bethlehems Stall, Was uns verheißen der himmlische Schall; Was wir dort finden, lasset uns künden, Lasset uns preisen in frommen Weisen: Halleluja! 3. Wahrlich, die Engel verkündigen heut Bethlehems Hirtenvolk gar große Freud: Nun soll es werden Friede auf Erden, Den Menschen allen ein Wohlgefallen: Ehre sei Gott! | 1. Nesem vám noviny, poslouchejte, z betlémské krajiny, pozor dejte, slyšte je pilně a neomylně, rozjímejte. 2. Syna porodila čistá panna, v jesličky vložila Krista Pána. Jej ovinula a zavinula, jej ovinula a zavinula, plenčičkama. 3. K němužto andělé z nebe přisli, i také pastýři jsou se sešli, jeho vítali, jeho chválili, dary nesli. 4. Anděl Páně jim to sám přikázal, když se jim na poušti všem ukázal: k Betlému jíti neprodlévati, hned přikázal. 5. Ejhle, při Kristovu narozeni, stal se div veliký v okamženi: nebo noc tmavá se proměnila, v světlo denní. | 1. Hört unsre Botschaft, die wir euch gebracht, was wir in Bethlehem sahen zur Nacht, lauscht unsern Worten an allen Orten, Menschen gebt acht! 2. Euch gab den Heiland die Jungfrau rein, legt in die Krippe das Jesulein, hat ihn geborgen, hüllt ihn mit Sorgen, hat ihn geborgen, hüllt ihn mit Sorgen in Tücher ein. 3. Engel des Himmels, sie nahten fürwahr; rings von den Feldern der Hirten Schar, brachte dem Herren, um ihn zu ehren, brachte dem Herren, um ihn zu ehren Weihgaben dar. 4. Gott sandt’ den Engel zu rufen sie all’, der aus der Wüste sie wies nach dem Stall, dorthin zu eilen, ohne zu weilen, ihnen befahl. 5. Und alle sahen das Wunder vollbracht: Dunkel verwandelt zu blendender Pracht; allen zur Wonne, hell wie die Sonne, allen zur Wonne, hell wie die Sonne strahlte die Nacht. |